# 주바랜드
주바랜드(소말리어: Jubbaland 주발란드, 아랍어: جوبالاند, 이탈리아어: Oltregiuba 올트레주바[*]), 주바 밸리(소말리어: Dooxada Jubba 독사다 주바) 또는 아자니아(소말리어: Asaaniya 아사니야, 아랍어: آزانيا)는 남부 자동 지방 지역이다. 동쪽 경계는 주 바강에서 동쪽으로 40 ~ 60km 떨어져 있으며, 게도에서 인도양으로 뻗어 있으며, 서쪽에는 케냐의 동부 동부 지역이 있다, 식민지 시대에 주바랜드에서 나누어졌다.